# 스포르체스코성

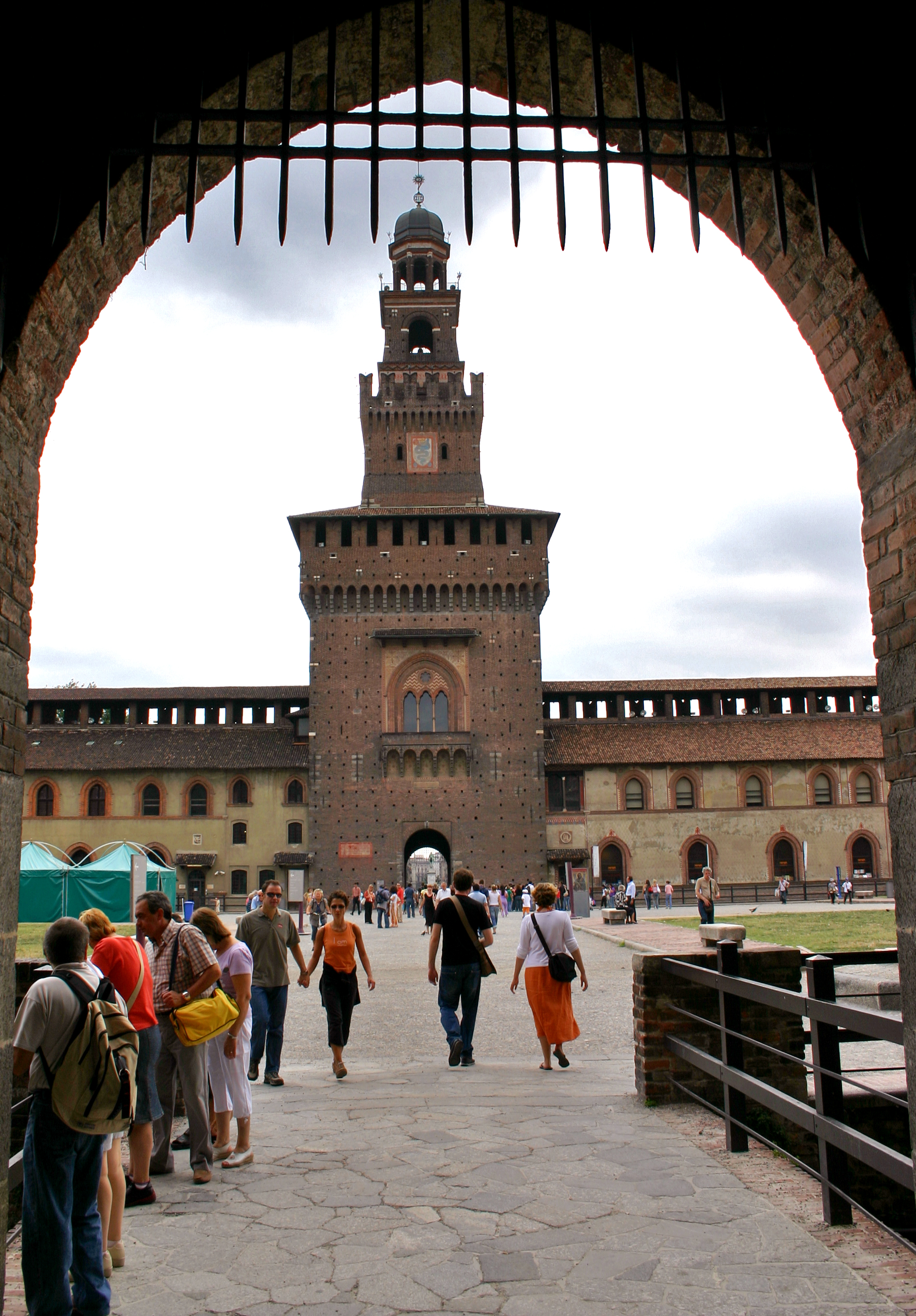
스포르체스코성의 정면

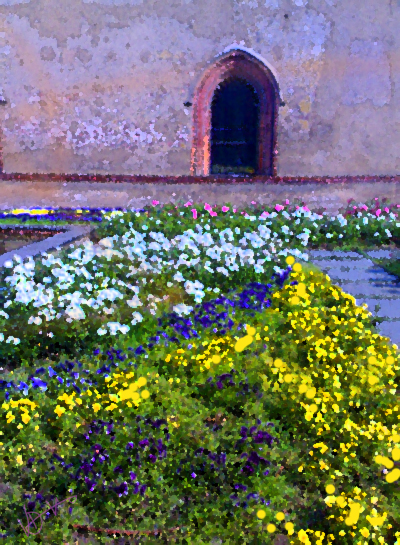
성 안에 있는 정원

스포르체스코성(이탈리아어: Castello Sforzesco)은 이탈리아의 밀라노에 있는 성채로, 지금은 도시 박물관과 예술품 전시장으로 쓰이고 있다.
스포르체스코성은 밀라노의 역사적 도심부의 바로 외곽에 있는 요새이다. 고대 로마 시대에는 밀라노의 방어요새 4곳 중 하나인 카스트룸 포르타이 조비스 (Castrum Portae Jovis)가 있었으며, 14세기 중세 시대에는 비스콘티가가 건설한 포르타 조비아성 (Castello di Porta Giovia)이 있었다.
15세기 밀라노 공작이었던 프란체스코 스포르차가 기존의 성을 허물고 새로 지은 것에서 역사가 시작되었다. 수세기 동안 크게 변형되고 수정된 스포르체스코성은 16세기~17세기 유럽의 대표적인 군사 요새 중 하나였다. 19세기 이탈리아의 통일 이후, 밀라노를 점령한 군대가 도시의 권리를 양도받고나서 성채의 복구 작업이 시작되었다. 복구 작업은 루카 벨트라미의 지휘 아래 이루어졌다. 정문 입구 위에 있는 중앙의 필라레테 탑은 움베르토 1세 국왕을 기념하기 위한 건조물로서 1900년에서 1905년 사이에 재건하였다.
스포르체스코성은 제2차 세계 대전 도중인 1943년에 연합국 측의 폭격을 받아 심하게 파괴되었다. 전쟁이 끝난 후에는 이탈리아의 건축 모임 BBPR에 의해 박물관 용도의 건물로 개축되었다. 스포르체스코성은 유럽에서 가장 큰 성 중 하나이며 밀라노의 주요 상징 중 하나이며 밀라노의 역사를 상징하는 곳으로 남아 있다.

## 역사

### 전제
1277년 오토네 비스콘티가 데시오 전투에서 토레의 나폴레옹(Napoleone della Torre)에 승리하고 거의 한세기동안 밀라노의 통치권을 장악하였다. 순전히 방어적인 기능을 가진 요새의 건설은 14세기 후반 비스콘티 가문이 주도하였다. 1354년 대주교 조반니 비스콘티는 사망 직전 3명의 조카인 마테오 2세 (Matteo II), 갈레아조 2세 (Galeazzo II), 베르나보 (Bernabò)에게 공국을 넘겼다.
1360년~1370년 갈레아초 비스콘티는 포르타 조비아 (Porta Giovia, 또는 Zobia) 지역에 포르타 조비아성 (Castello di Porta Giovia)이라고 불리는 요새를 건설하였다. 이는 고대 로마 시절 포르타 조비아라고 불리던 도시의 고대 성곽의 입구의 이름을 따랐으며, 그 어원은 디오클레티아누스 황제의 별명인 '조비오' (giovio)에서 유래하였다. 로마 시대에는 포르타 조비아 성이 있었던 곳에 고대 밀라노의 방어요새 4개 중 하나인 카스트룸 포르타이 조비스 (Castrum Portae Jovis)가 있었다.
카스트룸 포르타이 조비스는 서기 286년 밀라노가 서로마 제국의 수도가 되고, 황제의 근위병 임무를 수행한 군대가 주둔하면서 건설되었다. 따라서 스포르체스코성의 부지는 고대 밀라노의 '캄포 마르치오' (Campo Marizio), 즉 전쟁의 신인 마르스에게 헌납된 지역이었다.

### 비스콘티가와 스포르차가
중세의 포르타 지오비아성(Porta Giovia Castle)은 1395년 밀라노 최초의 공작이 된 잔 갈레아초 비스콘티와, 공작의 궁전에서 성으로 법원을 완전히 옮긴 조반니 마리아, 필리포 마리아에 의해 확장된다. 그 결과는 200m 길이의 측면과 4 개의 타워가있는 정사각형 모양의 성으로, 도시를 보고 있는 2개의 타워는 7m 두께의 경계벽이 특히 인상적이다.  따라서 이 건물은 비스콘티 가문의 영구 거주지가 되었으며, 1447년 필리포 마리아 비스콘티 공작이 합법적 상속자 없이 사망하여 비스콘티 가문의 대가 끊기고, 밀라노 지방의 귀족들에 의해 설립된 아우레아 레푸블리카 암브로시아나 (Aurea Repubblica Ambrosiana)에 의해 파괴되었다.
용병 대장이었던 프란체스코 스포르차는 공화국을 붕괴시키고 비앙카 마리아 비스콘티(Bianca Maria Visconti)의 남편으로서 밀라노를 장악한 후, 1450년에 성의 재건축을 시작하여 이를 자신의 거주지로 만든다. 고귀한 가문이 아니었기 때문에 그의 문장이 없었으므로, 비스콘티 가문의 문장을 그의 문장으로 계속 사용했다. 그 당시 그는 안트베르펜의 헷 스틴성 (Het Steen castle)과 동등했을 뿐이었다. 1452년에 필라레테(Filarete)는 공작에 의해 중앙탑의 건축과 장식을 위해 고용되었는데, 실제로 이것은 여전히 필라레테의 탑(Torre del Filarete)이라고 불리며, 이는 군대 건축가인 바로톨로메오 가디오(Bartolomeo Gadio)에 의해 계승된다. 프란체스코 스포르차가 죽고 그의 아들 갈레아초 마리아 스포르차가 공작직을 승계받은 뒤로는 건축가 베네데토 펠리니에게 건축을 맡겼다. 이 기간 동안 공작의 궁정 홀에서 프레스코화가 시작되는데, 그 중 가장 귀중한 사례는 보니파쵸 벰보(Bonifacio Bembo)가 작업한 공작의 예배당이다. 1476년 보나 디 사보이아 (Bona di Savoia)의 섭정 아래, 같은 이름의 탑이 세워졌다.

1494년 루도비코 일 모로(Ludovico il Moro)가 권력을 잡으면서 스포르체스코성은 레오나르도 다 빈치 (베르나르디노 체날레, 베르나르디노 부티노네와 함께 공작궁의 여러 객실의 프레스코화를 맡은 작가)와 브라만테(성과 포장도로를 연결하는 작은 다리를 건설한 것으로 추정) 같은 예술가의 작품을 통해 유럽에서 가장 풍부하고 호화로운 궁전 중 하나가 되었다. 많은 화가들이 홀에 프란체스코 스포르차의 위엄을 보여주는 프레스코화를 남겼다. 특히 레오나르도의 과일과 채소 그림은 1498년부터 '판자의 방'(Sala delle Asse)에 남아 있지만, 프란체스코 스포르차의 거대한 승마상은 완성되기도 전에 프랑스군에 파괴되어 현재 전해지지 않고 않다.

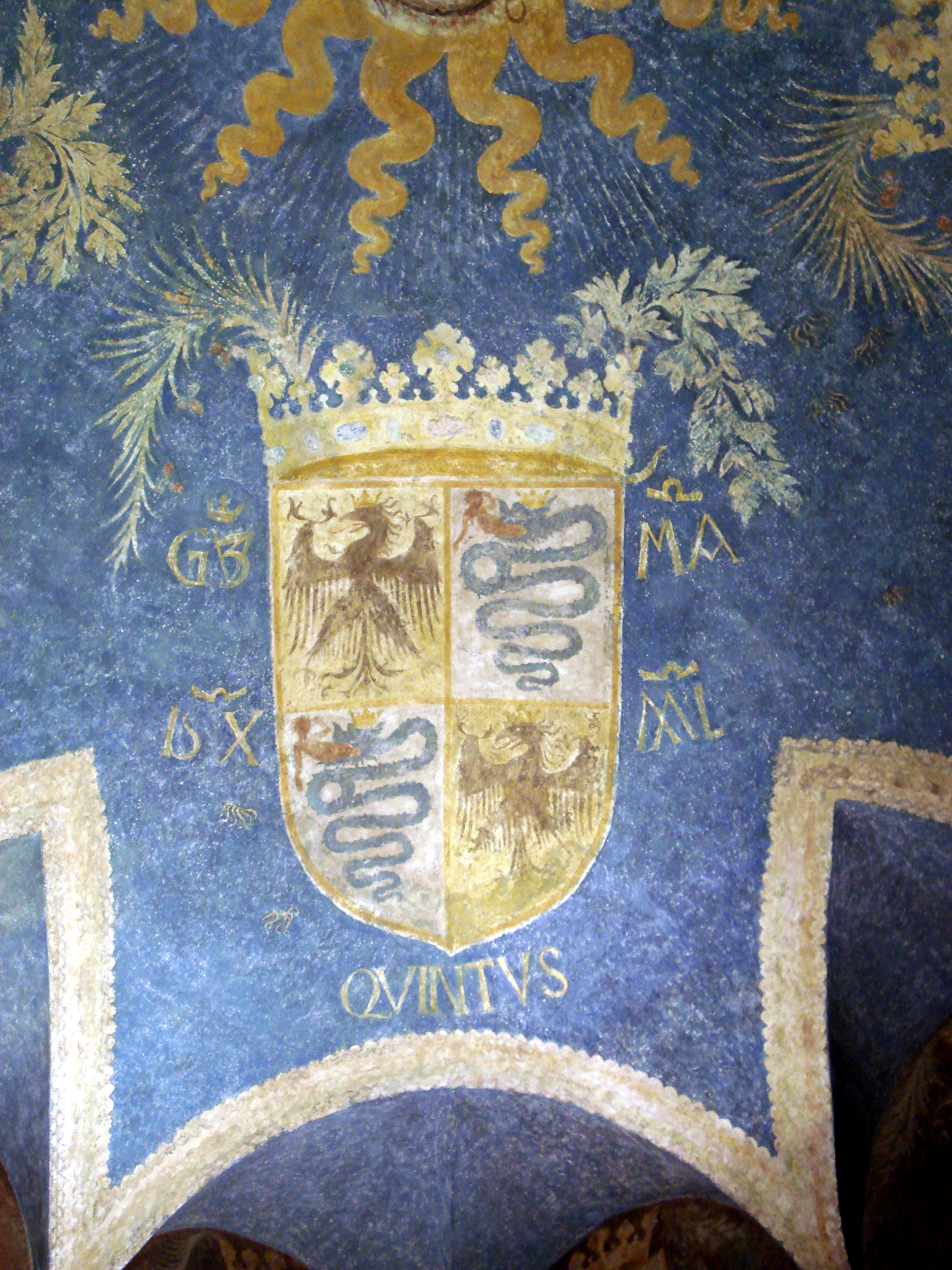
성 내부 천장에 그려진 갈레아초 마리아 스포르차의 문장

그 후 몇 년 동안 성은 프랑스, 밀라노, 게르만 군대의 거듭된 공격에 의해 손상을 입었다. '테나 글리아(tenaglia)'라고 불리는 길게 늘어 놓은 보루가 추가되어 문에도 그 이름이 붙여졌고, 이는 아마도 체사레 체사리아노(Cesare Cesariano)에 의해 설계된 것으로 보인다. 1521년에는 병기창으로 사용되던 필라레테탑(Torre del Filarete)에서 한 프랑스 병사가 실수로 폭탄을 터뜨리면서 파괴되었다. 이 시기 프란체스코 2세 스포르차는 덴마크인 아내 크리스티나에게 호화로운 생활을 제공할 목적으로 요새의 증축과 정비에 나섰다.

### 스페인과 합스부르크 가문 치하
밀라노 공국이 합스부르크 스페인의 영토로 넘어가자 스포르체스코성은 1535년 안토니오 데 레이바 총독의 통치 하에 왕궁으로서의 기능을 잃고 스페인군의 주둔지가 되었다. 수비대는 스페인의 카스텔란(Castellan)이 이끄는 1000명에서 3000명에 이르는 유럽의 가장 큰 군대 중 하나였다. 1550년 요새 강화를 위한 작업이 빈센조 세레니(Vincenzo Seregni)의 도움을 받아 시작되었다. 새로운 수비 시스템은, 처음에는 5각형으로, 이후에는 6각형(현대 요새화의 전형)으로 지어졌다.(6각의 별모양에서 이후 12개의 특별한 반달 모양이 추가된다) 따라서 외부 방어는 총 길이 3km에 이르렀으며, 약 25.9 헥타르의 면적을 덮었다. 고대 프레스코화 객실은 가구 제조 및 식료품 저장실로 사용되었고, 안뜰에는 석조로 닭장이 지어졌다.
17세기 초에 도시와 성을 완전하게 분리한 도랑과 '도로 포장'의 공사가 완료되었다.
롬바르디아가 스페인에서 오스트리아의 합스부르크에 넘겨져 사보이의 위대한 장군 유진(Eugene)의 통치하에 있을 때 성은 군사적 목적을 유지했다. 오스트리아 통치기의 유일한 예술적 기록은 다르미 광장(Piazza d'armi)의 오스트리아 군대의 수호자인 네포묵(Nepomuk )의 성 요한(St. John) 동상이다.

### 나폴레옹 치하

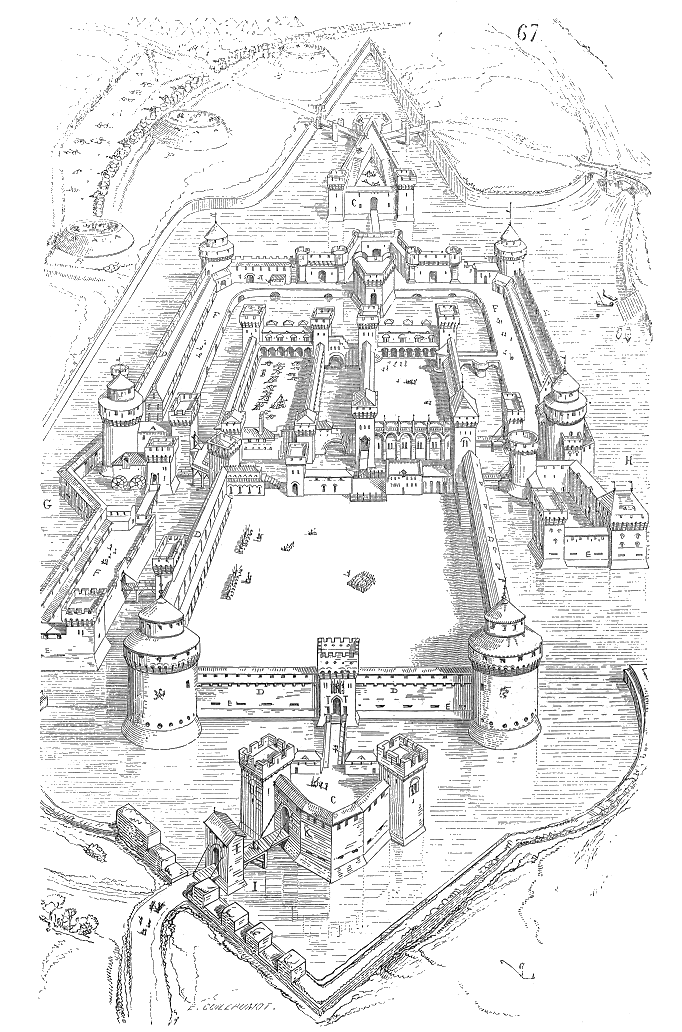
16세기의 스포르체스코성

1796년 5월 9일 나폴레옹의 프랑스군이 밀라노로 진군하자, 오스트리아의 페르디난트 대공은 스포르체스코성에 2천명의 병사와 152개의 대포, 소총과 사료를 남겨둔 채 도시를 떠났다. 자코뱅파의 편에 섰던 밀라노 시민들은 스포르체스코성을 무리하게 공격하였으나 실패로 돌아갔고, 5월 15일에서 6월 말까지 지속된 프랑스의 포위 공격에 시달리게 된다. 나폴레옹은 처음에는 방어력을 회복하고 4000명의 수비대를 수용할 것을 명령했다. 1799년 4월에 다시 들어온 오스트리아-러시아 군대의 포위 공격을 받아야 했지만, 그 1년 후 마렝고 전투의 여파로 프랑스 통치가 다시 시작되었다.
1796년에 '고대 폭정'의 상징으로 해석되는 성의 철거를 요구하는 첫 번째 대중 청원서가 제출되었다. 1800년 6월 23일자 법령으로 나폴레옹은 총 철거를 명령했다. 철거는 1801년부터 시작되었으며, 측면 탑은 일부만, 스페인식 요새는 전부가 그 대상이 되었는데, 스포르차성의 밖에서는 민중의 기쁨을 볼 수 있었다.
건축가 안톨리니(Antolini)는 1801년 12개의 아트리움이 있고 포로 부오나파르테(Foro Buonaparte)의 첫 번째 프로젝트로 둘러싸인 뚜렷한 신 고전적 형태의 성을 재연하기 위한 프로젝트를 선보였다. 끝없는 일련의 기념비적인 공공 건물(목욕탕, 판테온, 국립 박물관, 증권 거래소, 극장, 세관)이 둘러싼 직경 약 570미터의 원형 광장으로, 이는 창고, 상점 및 개인 건물이 자리한 아케이드로 연결되어 있는 것이었다. 그러나 이는 같은 해 7월 13일에 나폴레옹에 의해 거부당했다. 왜냐하면 이는 너무 비싸서 사실 15만명이 거주하는 도시에 어울리지 않는 것이기 때문이었다.
두 번째 프로젝트는 카노니카(Canonica)가 제안한 것으로, 단테가 (Foro Bonaparte : 야심적인 프로젝트의 이름을 여전히 지니고 있음)를 통해 직면하는 유일한 부분에 한정했으며, 뒷편의 넓은 지역은 군대의 광장으로 사용되었고, 몇 년 후 황제가 된 나폴레옹에게 헌정된 카뇰라(Cagnola)의 작품인 아르코 델라 파체(평화의 문, Arco della Pace)가 있다.

### 나폴레옹 이후
1815년 밀라노를 비롯한 롬바르디아 베네치아 왕국이 오스트리아 제국에 편입되었으며, 벨레가르데(Bellegarde)의 오스트리아의 지배하에서, 장막, 통로, 감옥, 배수로 등의 시설이 추가로 건설되었다. 이 시기 스포르체스코성은 아픔을 겪었는데 1848년 소위 밀라노의 5일로 불리는 반란 사건에서 라데츠키 원수가 포대로 도시를 폭격하라는 명령을 내렸기 때문이다. 이탈리아 독립 전쟁의 비극적 인 사건들에서 오스트리아는 얼마 동안 철수했으며, 밀라노 시민들은 도시가 직면한 방어선의 일부를 해체할 수 있는 기회를 잡았다. 1859년에는 밀라노가 사르데냐-피에몬테 왕국의 사보이아가가 지배하게 되었고, 1861년부터는 통일 이탈리아 왕국에 편입되면서 민중은 스포르체스코성을 침범하고, 복수의 표식으로 약탈을 하였다.

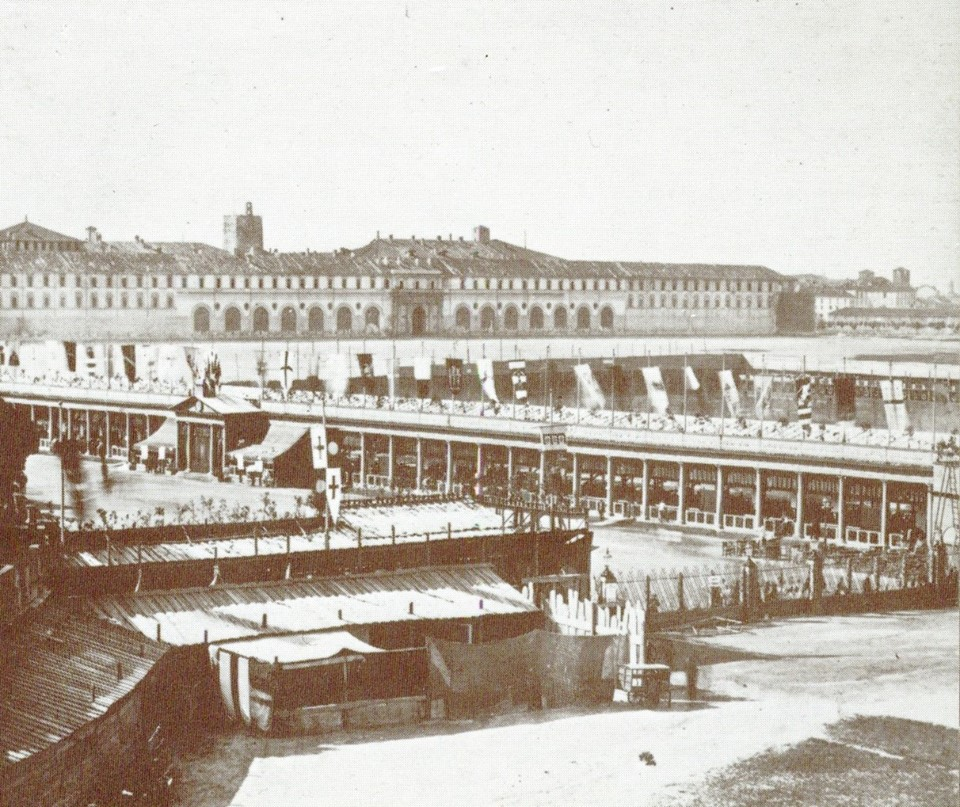
1860년의 스포르체스코

약 20년 후 이 성은 논쟁의 대상이 되었다. 밀라노 시민들 사이에서는 수세기 동안 군사적 멍에를 잊기 위해, 그리고 무엇보다도 호화로운 주택가를 건설하기 위해 철거하는 것이 좋겠다는 여론이 일었다. 그러나 역사를 우선시하는 문화가 지배적이었고 건축가 루카 벨라미(Luca Beltrami)는 성을 스포르차 영주 시대의 형태로 되돌리기 위한 목적으로 재건에 가까운 대규모 복원 사업을 진행하게 되었다. 필라르테탑(Torre del Filarete)이 개장한 1905년에 끝난 복원은 16세기의 그림을 기반으로 재건되었으며, 사보이아가의 움베르토 1세 국왕에게 헌정되었다. 이 탑은 또한 새로운 단테가(Via Dante)의 전망을 구성한다.
오래된 군대 광장(piazza d'armi)에는 수백 종의 식물이 도시의 새로운 녹색 폐인, 영국 스타일로 조경된 정원인 셈피오네 공원(Sempione Park)에 심어져 있다. 포로 부오나파르테(Foro Bonaparte)는 성 앞에 주거용으로 재건축되었다.

### 20세기
20세기 동안 제2차 세계대전 후 성은 손상되고 개조되었다. 90년대에는 대형 분수가 카스텔로 광장(Piazza Castello)에 설치되었다. 이는 그 자리에 있었으나 60년대에 최초의 지하철 건설 공사가 진행되는 동안 해체된 후 다시 설치되지 않았던 이전의 것에 영감을 받아 만든 것이다.
2005년에 안뜰과 방들의 마지막 복원이 완료되었다.

## 소장물
현재 스포르체스코성은 시립 스포르체스코성 미술박물관(Civici Musei d’Arte e Pinacoteca del Castello Sforzesco)이라는 이름의 시립 박물관으로 가장 잘 알려져 있으며, 미켈란젤로의 마지막 작품인 론다니니의 피에타, 안드레아 만테냐의 트리불치오의 성모, 레오나르도 다 빈치의 트리불치아누스 코덱스를 포함한 예술 작품들이 소장되어 있다.
또한, 스포르체스코성은 고미술 박물관을 비롯하여 가구 박물관, 악기 박물관, 밀라노 공예품 박물관, 이집트 박물관, 밀라노 고고학 박물관, 아킬레 베르타렐리 판화수집관 등 여러 가지 부분으로 이루어져 있다.

## 같이 보기
- 스포르차가
- 스포르체스코성 미술관
- 판자의 방 (살라 델레 아세)